# .tf
.tf là tên miền quốc gia cấp cao nhất (ccTLD) của Vùng đất Nam cực và phía nam thuộc Pháp (Pháp). Cùng với .fr và .re, nó được quản lý bởi AFNIC. Trước 23 tháng 10 năm 2004, Adamsnames, dưới danh nghĩa của Cambridge đã quản lý tên miền này.
Cũng có dịch vụ miễn phí cộng thêm đưa ra dịch vụ tên cấp.tf, dưới tên Tổ chức Tên thống nhất. Họ dành 13 tên miền cấp 2, bao gồm.eu.tf,.us.tf,.net.tf, và.edu.tf. Chúng được điều hành trong cùng 1 công ty là smartdots.com, và được dùng cho chuyển hướng URL.
Phần lãnh thổ này, theo chính phủ Pháp, là một phần của lục địa Nam cực thuộc Pháp, mặc dù tuyên bố này không được đa số quốc gia khác công nhận. Điều này đã tạo nên sự chồng chéo giữa tên miền của lãnh thổ.tf với tên miền Nam cực .aq.